# Girki
Girki (biał. Гіркі; ros. Гирки) – agromiasteczko na Białorusi, w obwodzie grodzieńskim, w rejonie werenowskim, w sielsowiecie Girki.
W dwudziestoleciu międzywojennym leżały w Polsce, w województwie nowogródzkim, w powiecie lidzkim, w gminie Raduń.